# Elezioni generali in Spagna del 2016
Le elezioni generali in Spagna del 2016 si tennero il 26 giugno per il rinnovo delle Corti Generali (Congresso dei Deputati e Senato); furono indette in anticipo rispetto alla scadenza naturale della precedente legislatura, fissata per il 2019, in ragione dell'impossibilità di formare un nuovo governo.
Mariano Rajoy ottenne la fiducia dal Congresso solo attraverso l'astensione di alcuni deputati del PSOE.

## Risultati

### Congresso dei Deputati
| Liste                                                     | Voti       | %     | Seggi |
| --------------------------------------------------------- | ---------- | ----- | ----- |
| Partito Popolare                                          | 7 941 236  | 33,01 | 137   |
| Partito Socialista Operaio Spagnolo                       | 5 443 846  | 22,63 | 85    |
| Unidos Podemos                                            | 5 087 538  | 21,15 | 71    |
| Ciudadanos                                                | 3 141 570  | 13,06 | 32    |
| Sinistra Repubblicana di Catalogna - Catalogna Sì         | 632 234    | 2,63  | 9     |
| Convergenza Democratica di Catalogna                      | 483 488    | 2,01  | 8     |
| Partito Nazionalista Basco                                | 287 014    | 1,19  | 5     |
| Partito Animalista Contro il Maltrattamento degli Animali | 286 702    | 1,19  | –     |
| Euskal Herria Bildu                                       | 184 713    | 0,77  | 2     |
| Coalizione Canaria - Partito Nazionalista Canario         | 78 253     | 0,33  | 1     |
| Recortes Cero - Gruppo Verde                              | 51 907     | 0,22  | –     |
| Unione Progresso e Democrazia                             | 50 247     | 0,21  | –     |
| Vox                                                       | 47 182     | 0,20  | –     |
| Blocco Nazionalista Galiziano                             | 45 252     | 0,19  | –     |
| Partito Comunista dei Popoli di Spagna                    | 26 627     | 0,11  | –     |
| Geroa Bai                                                 | 14 343     | 0,06  | –     |
| Scranni in Bianco                                         | 11 669     | 0,05  | –     |
| Altri <0,05%                                              | 60 853     | 0,25  | –     |
| Voti in bianco                                            | 179 081    | 0,74  | –     |
| Totale                                                    | 24 053 755 | 100   | 350   |

1. ↑  Include:
• Unidos Podemos (Podemos - IU - Equo): 3.227.123 voti (13,42%), 45 seggi;
• En Comú Podem (Podemos - EUiA - ICV): 853.102 voti (3,55%), 12 seggi;
• A la Valenciana (Podemos - EUPV - Compromís): 659.771 (2,74%), 9 seggi;
• En Marea (Podemos - EU - Anova): 347.542 voti (1,44%), 5 seggi.

### Senato
| Liste                                             | Seggi |
| ------------------------------------------------- | ----- |
| Partito Popolare                                  | 130   |
| Partito Socialista Operaio Spagnolo               | 43    |
| Sinistra Repubblicana di Catalogna - Catalogna Sì | 10    |
| Unidos Podemos (Podemos - Izquierda Unida - Equo) | 8     |
| Partito Nazionalista Basco                        | 5     |
| En Comú Podem (Podemos - ICV - EUiA)              | 4     |
| A la Valenciana (Podemos - Compromís - EUPV)      | 3     |
| Convergenza Democratica di Catalogna              | 2     |
| En Marea (Podemos - Anova - EU)                   | 1     |
| Agrupación Socialista Gomera                      | 1     |
| Coalizione Canaria - Partito Nazionalista Canario | 1     |
| Totale                                            | 208   |